# Amir Salar Davoudi
Amir Salar Davoudi (* 1991/1992) je íránský právník, který se zabývá problematikou lidských práv. V souvislosti se svou prací byl odsouzen ke 30 letům vězení a 111 ranám bičem.
Davoudi byl odsouzen za „urážku úřadů, šíření protistátní propagandy a kolaborování s nepřátelským státem“. Své případy popisoval na síti Telegram na účtu s názvem Bez retuše. Trest si odpykává ve věznici Evín, kde je mu povolen velmi omezený kontakt s rodinou i jeho právníkem.
K jeho okamžitému propuštění vyzvala organizace Amnesty International.